# Jenő Rejtő

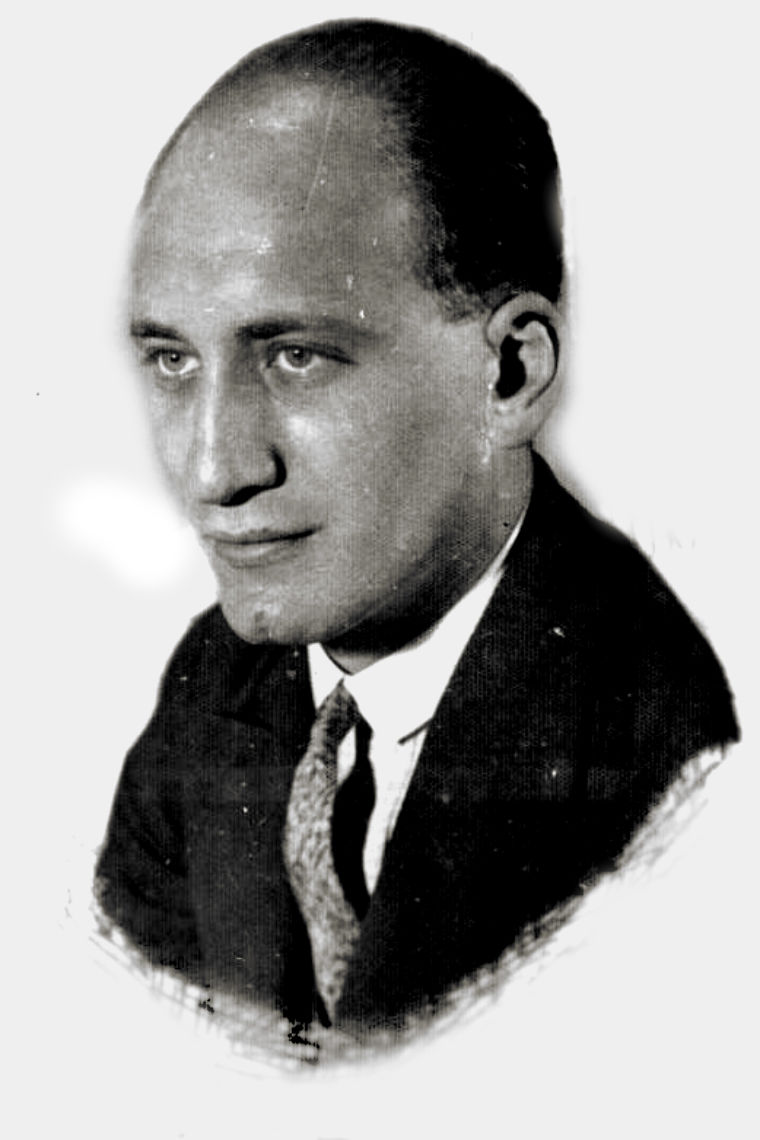
Jenő Rejtő (Urheberrechte unklar)

Jenő Rejtő (geboren als Jenő Reich 29. März 1905 in Budapest, Österreich-Ungarn; gestorben 1. Januar 1943 in Jevdokovo, Sowjetunion) war ein ungarischer Schriftsteller.
Er veröffentlichte auch unter den Pseudonymen P. Howard und Gibson Lavery.

## Leben
Jenő Rejtő magyarisierte seinen Familiennamen. Als Neunzehnjähriger brach er seine Schauspielausbildung ab, verließ das Elternhaus und erlebte in halb Europa (Berlin, Paris, Marseille, Lyon, Wien und Zürich) Abenteuer unter Packern, Fischern, Matrosen und Zirkusleuten. Nach seiner Rückkehr schrieb er zunächst Theaterstücke und hatte mit der Operette Wer wagt, gewinnt Erfolg.
Seine Bücher parodieren Kriminalgeschichten, Western und Abenteuerromane. Sie spielen rund um die Welt, oft auf hoher See oder in der Fremdenlegion und zeichnen sich durch running Gags, skurrile Gestalten sowie Rejtős typischen irrwitzigen Humor aus. Insgesamt schrieb er rund 50 Romane, die weltweit übersetzt wurden. Auf Deutsch erschienen sechs seiner Bücher.

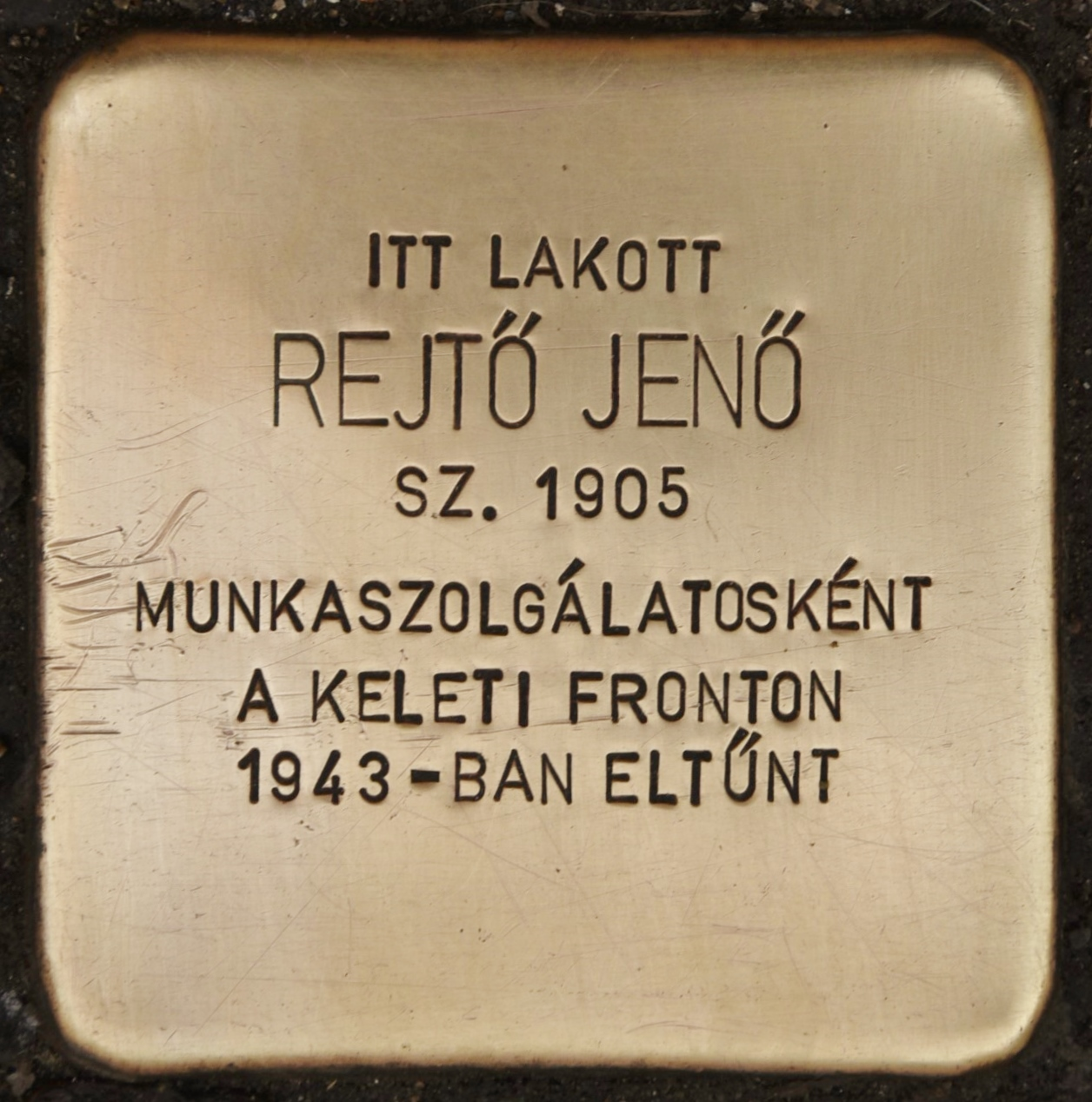
Stolperstein in Budapest

Bereits schwer erkrankt, wurde Rejtő während des Zweiten Weltkrieges aus dem Spital vom Horthy-Regime zur Zwangsarbeit im von den Achsenmächten besetzten Teil der Sowjetunion gezwungen und starb am Neujahrstag 1943 im Lager.
Er ist in Ungarn einer der beliebtesten Schriftsteller.

## Deutsche Buchausgaben
Die Anzahl der deutschen Übersetzungen ist gemessen an der Gesamtzahl der Bücher Rejtős noch recht überschaubar. Die Tatsache, dass der in Ungarn bekannteste Roman Piszkos Fred, a kapitány bereits zweimal ins Deutsche übersetzt wurde, mag die Problematik veranschaulichen: Der Humor in Rejtős Büchern beruht zu weiten Teilen auf einem Wortwitz, dessen Übertragung in fremde Sprachen sich nur sehr schwierig gestaltet. So heißt z. B. die Figur, die wegen ihres Grinsens, das gewissermaßen vom einen bis zum anderen Ohr reicht, im Original „Fülig Jimmy“. In Nicolas Patakys Übersetzung (1985) erhielt sie den doch eher lächerlich umständlichen Namen „Bis-zu-den-Ohren-Jimmy“. Vilmos Csernohorszky jr., der zunächst unter dem Pseudonym Anna von Lindt veröffentlichte, löste sich 2004 vom ungarischen Original und fand, um den Geist der Geschichte besser treffen zu können, das deutsche Pendant „Jimmy Reeperbahn“.
Die ersten deutschen Übersetzungen erschienen bereits in den 1960er und 1970er Jahren in Ungarn und der DDR. 2004 nahm sich der Berliner Elfenbein Verlag der Abenteuerparodien Rejtős an und veröffentlicht sie unter dessen historischem Pseudonym „P. Howard“.
In deutscher Sprache sind erschienen:
- Quarantäne im Grand Hotel (Vesztegzár a Grand Hotelben), deutsch von Henriette Schade-Engl. Corvina, Budapest 1965.
- Das vierzehnkarätige Auto (A tizennégy karátos autó), deutsch von Henriette Schade-Engl. Eulenspiegel, Berlin 1971 / Corvina, Budapest 1974.
- Der blonde Hurrikan (A szőke ciklon) deutsch von Henriette Schade-Engl. Eulenspiegel, Berlin 1972 / Corvina, Budapest 1973 / Orte, Zürich 1991, ISBN 3-85830-058-6.
- Die phantastischen Abenteuer des Bis-zu-den-Ohren-Jimmy (Piszkos Fred, a kapitány), deutsch von Nicolas Pataky. Rasch und Röhrig, Hamburg/Zürich 1985, ISBN 3-89136-052-5.
- Ein Seemann von Welt (Piszkos Fred, a kapitány) deutsch von Anna von Lindt (d. i. Vilmos Csernohorszky jr.). Elfenbein, Berlin 2004, ISBN 3-932245-64-4.
- Ein Seemann und ein Gentleman (Az elveszett cirkáló) deutsch von Vilmos Csernohorszky jr. Elfenbein, Berlin 2008, ISBN 978-3-932245-93-0.
- Quarantäne im Grand Hotel Kriminalgeschichte in 218 lustigen Bildern, deutsch von Marcus Hahn. epubli, 2011, ISBN 978-3-8442-1187-0.
- Ein Seemann in der Fremdenlegion (Az elátkozott part) deutsch von Vilmos Csernohorszky jr. Elfenbein, Berlin 2012, ISBN 978-3-941184-17-6.
- Ein Seemann und ein Musketier. Ein Weltabenteuer (A három testőr Afrikában) deutsch von Vilmos Csernohorszky jr. Elfenbein, Berlin 2014, ISBN 978-3-941184-28-2.
- Ein Seemann aus der Neuen Welt. Ein analoger Revuekrimi (Piszkos Fred közbelép Fülig Jimmy őszinte sajnálatára) deutsch von Vilmos Csernohorszky jr. Elfenbein, Berlin 2016, ISBN 978-3-941184-53-4.

## Verfilmungen
- Meztelen diplomata – Buch: Quarantäne im Grand Hotel (Vesztegzár a Grand Hotelben), (1963).
- A három testőr Afrikában – Buch: Ein Seemann und ein Musketier. Ein Weltabenteuer (A három testőr Afrikában)(1996).
- Piszkos Fred közbelép   – Buch: Ein Seemann aus der Neuen Welt. Ein analoger Revuekrimi (Piszkos Fred közbelép Fülig Jimmy őszinte sajnálatára)[3] (2016)

## Als Übersetzer
Die ersten Veröffentlichungen von Rejtö sind Übersetzungen. Nach den ersten Erfolgen sind seine Werke beim Nova Verlag veröffentlicht worden.
- 1936 Erich Kästner Die verschwundene Miniatür (ung.: Az eltűnt miniatűr)
- 1936 Pierre Benoit La Dame de l’Ouest (ung.:Nyugat asszonya)